# Marta Bach
Marta Bach Pascual (Mataró, 17 febbraio 1993) è una pallanuotista spagnola.

## Palmarès
- Olimpiadi

Londra 2012: 
Tokyo 2020: 
- Mondiali

Barcellona 2013: 
Budapest 2017: 
Gwangju 2019: 
- Europei

Budapest 2014: 
Budapest 2020: 
- Coppa del mondo

Chanty-Mansijsk 2014: